# زهره وطن‌خواه
زهره وطن‌خواه دومین بانوی ایرانی راننده مسابقات رالی و از زنان قهرمان ان در ایران است. او متولد ۲۲ بهمن ۱۳۵۶ است و در رشته مهندسی الکترونیک تحصیل کرده است.
او از سال ۷۸ با پاراگلایدر ورزش را شروع کرد و سه سال آن را ادامه داد و در نهایت به دلیل نگرانی والدینش از خطرات این رشته آن را کنار گذاشت. او مدتی نیز به ورزش تیراندازی با کلت بادی پرداخته است.
از سال ۸۰ با عضویت در فدراسیون اتومبیل رانی ایران در مسابقات شرکت کرد و در سال ۸۲ بعنوان تنها زن حاضر در مسابقات کارتینگ به مقام چهارم و در مسابقات رالی به قهرمانی دست یافت.